# Chlaenius dejeanii
Chlaenius dejeanii is een keversoort uit de familie van de loopkevers (Carabidae). De wetenschappelijke naam van de soort is voor het eerst geldig gepubliceerd in 1831 door Dejean. De soort is bekend van zijn predatie op amfibieën zoals kikkers en salamanders.